# Justice League: Battle for Metropolis
Justice League: Battle for Metropolis est un parcours scénique interactif situé dans plusieurs parcs à thème Six Flags en Amérique du Nord. L'attraction a été conçu grâce à la collaboration de Sally Corporation, Alterface Projects, Oceaneering International et Pure Imagination Studios, sur le thème des super-héros de la Ligue de justice d'Amérique de DC Comics. 
Depuis 2015, sept exemplaires de cette attraction ont été construits dans les parcs Six Flags.

## Histoire

### Justice League: Alien Invasion 3D
En octobre 2011, le président directeur général de Sally Corporation, John Wood, annonce le développement d'un projet majeur. L'attraction en question est Justice League: Alien Invasion 3D qui ouvre en septembre 2012 à Warner Bros. Movie World, en Australie,. Après son ouverture, Sally Corporation exprime son intérêt de voir le concept dupliquer dans d'autres parcs du monde entier. Aux États-Unis, la marque Justice League, ainsi que d'autres licences DC Comics, sont autorisées par Six Flags.

### Six Flags
Le 28 août 2014, Six Flags annonce officiellement l'ouverture de Justice League: Battle for Metropolis en 2015 à Six Flags Over Texas et Six Flags St. Louis, remplaçant respectivement Adventure Theatre et Scooby-Doo! Ghostblasters: The Mystery of the Scary Swamp. 
Les principales différences entre Justice League: Alien Invasion 3D et Justice League: Battle for Metropolis incluent un système de transport conçu par Oceaneering International et l'intervention de différents méchants de DC Comics, Lex Luthor et Joker, au lieu de Starro the Conqueror,.
Le 2 septembre 2014, lors d'une interview avec John Wood, de nouveaux détails sur l'attraction sont publiés. Six Flags Over Texas est équipé de dix véhicules, tandis que Six Flags St. Louis de sept. Le parcours est agrémenté de huit écrans numériques 3D d'une largeur de 9 mètres environ.
Le 3 septembre 2015, Six Flags annonce l'ouverture de nouvelles versions de l'attraction pour les parcs Six Flags Great America et Six Flags México en 2016,. Le 1er septembre 2016, une annonce similaire est faite pour l'ouverture de l'attraction à Six Flags Magic Mountain, Six Flags Great Adventure et Six Flags Over Georgia pour 2017. Il a été annoncé que la version de Magic Mountain aurait une nouvelle fin alternative et l'ajout de Harley Quinn. 

## Le parcours
Les visiteurs entrent dans la salle de la Justice, où ils apprennent que Lex Luthor a réussi à défier la vigilance des membres de la ligue de justice d'Amérique. En utilisant ses vastes richesses et ses ressources pour trouver les faiblesses de divers membres de la Ligue et en engageant le Joker pour les distraire, Luthor a capturé Supergirl, Flash, Green Lantern et Wonder Woman. Cyborg recrute des volontaires dans l'équipe de réserve de la Justice League et les envoie à Metropolis à bord des RTV, des véhicules autonomes qui les transportent dans toute la ville, grâce à des informations fournies par Superman et Batman. Chaque passager est équipé d'armes EMP. Alors que la RTV part de la salle de justice, les cavaliers traversent un nuage de brume bleu qui les protégera temporairement contre les gaz de rire verts et mortels du Joker. À l'extérieur de S.T.A.R. Labs, Superman combat le Joker, mais il n'y parviens pas et se fait finalement capturer par Lex Luthor à son tour. Le Joker essaie de détruire le RTV, mais le véhicule arrive à s'échapper à Metropolis avant d'atteindre LexCorp, où Cyborg tente de pirater les systèmes de sécurité du bâtiment. Batman arrive pour couvrir, permettant aux cavaliers d'entrer dans LexCorp, où ils sont embusqués par Luthor. La RTV se dirige vers le laboratoire géant où sont tenus prisonniers les membres de la Ligue. Alors que les passagers tentent de détruire les robots sentinelles de Luthor, Cyborg et Batman libèrent la Ligue. En rentrant dans la ville, la Ligue de la Justice et l'équipe de réserve s'attaquent à Lex Luthor, au Joker, à Lexbots et leurs sbires. Ils les suivent dans le métro de la ville où ils finissent par les capturer. En reconnaissance d'avoir sauvé la ville, les passagers sont nommés membres de la Ligue de justice honorifique et voient leurs scores s'afficher par véhicule.

## Installations

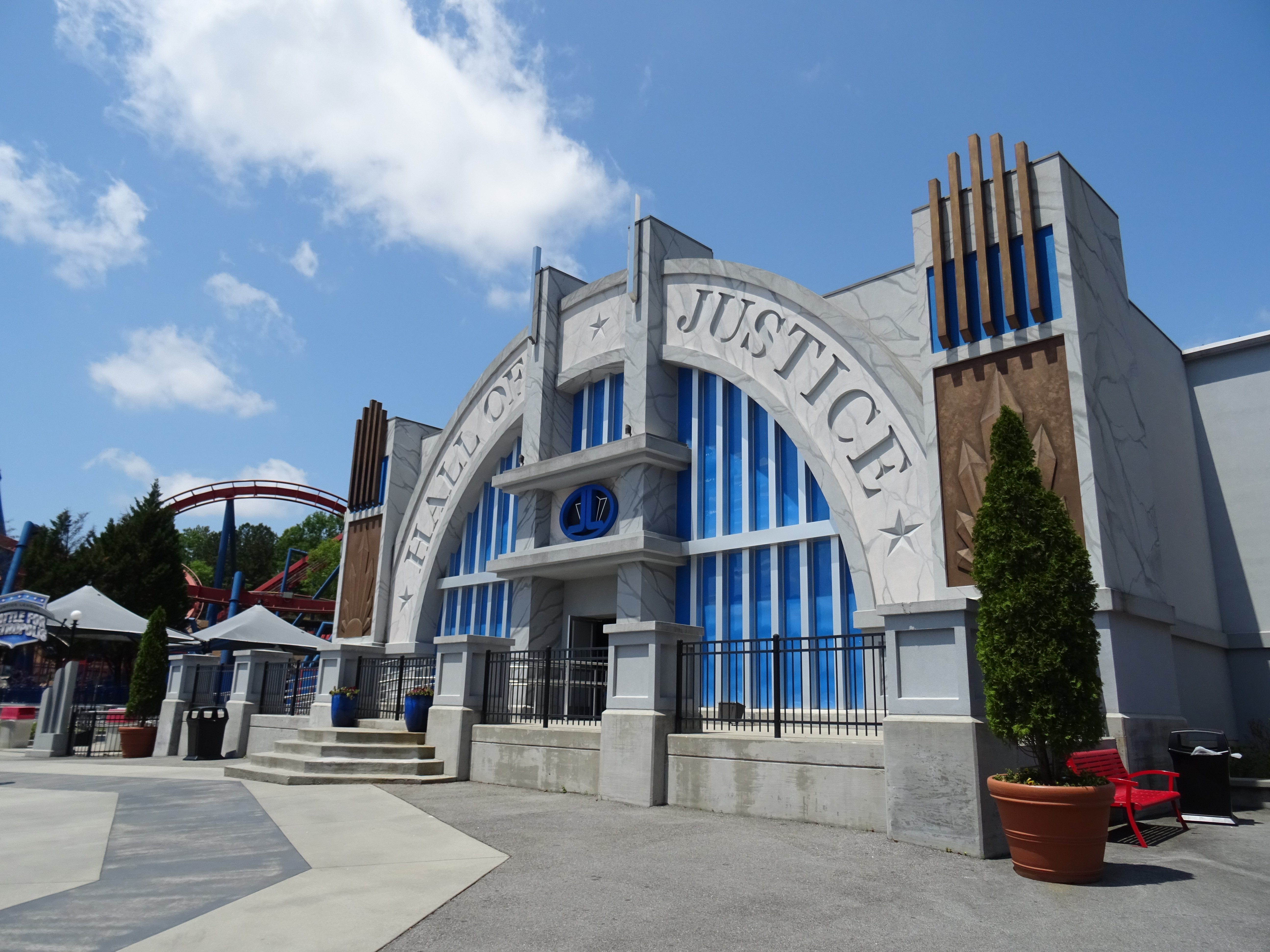
Justice League: Battle for Metropolis à Six Flags Over Georgia.

| Parc                      | Zone             | Ouverture       |
| ------------------------- | ---------------- | --------------- |
| Six Flags Over Texas      | USA              | 23 mai 2015     |
| Six Flags St. Louis       | DC Comics Plaza  | 5 juin 2015     |
| Six Flags México          | Hollywood        | 4 mars 2016     |
| Six Flags Great America   | Metropolis Plaza | 28 mai 2016     |
| Six Flags Over Georgia    | Metropolis Park  | 26 mai 2017     |
| Six Flags Great Adventure | Movietown        | 17 juin 2017    |
| Six Flags Magic Mountain  | Metropolis       | 12 juillet 2017 |